# Мурат Мамбетов
Мурат Мамбетов (кирг. Мурат Мамбетов; нар. 8 жовтня 1955, Бішкек, Киргизька РСР, СРСР) — радянський киргизький актор театру, кіно та телебачення.

## Життєпис
Мурат Мабетов народився 8 жовтня 1955 року. Закінчив акторський факультет Консерваторії імені Курмангази у Алмати. Після закінчення консерваторії працював актором у Кирдерждрамтеатрі (нині: «Киргизький національний академічний драматичний театр імені Т. Абдумомунова»).
Кінодеб'ют відбувся 1972 року в драмі «Сюди прилітають лебеді», у якій Мурат Мабетов виконав головну роль.

## Фільмографія
| Рік  |   | Українська назва         | Оригінальна назва        | Роль                            |
| ---- | - | ------------------------ | ------------------------ | ------------------------------- |
| 1990 | ф | «Вистріл в степу»        | Выстрел в степи          | Сиґин                           |
| 1988 | ф | «Переслідування»         | Преследование            | Шатеков                         |
| 1988 | ф | «Пейзаж очима спринтера» | Пейзаж глазами спринтера | епізодична роль                 |
| 1987 | ф | «Зійшлися дороги»        | Сошлись дороги           | епізодична роль                 |
| 1986 | ф | «Золота баба»            | Золотая баба             | Сайн, вогул                     |
| 1983 | ф | «Вірити і знати»         | Верить и знать           | епізодична роль                 |
| 1985 | ф | «Таємна прогулянка»      | Тайная прогулка          | Зарлик Сманов                   |
| 1983 | ф | «Справи земні»           | Дела земные              | епізодична роль                 |
| 1983 | ф | «Вовча яма»              | Бөрү зындан              | Композ (Композитор), Тракторбек |
| 1972 | ф | «Сюди прилітають лебеді» | Сюда прилетают лебеди    | Мукай                           |